# Klystron
Ne doit pas être confondu avec Krytron.

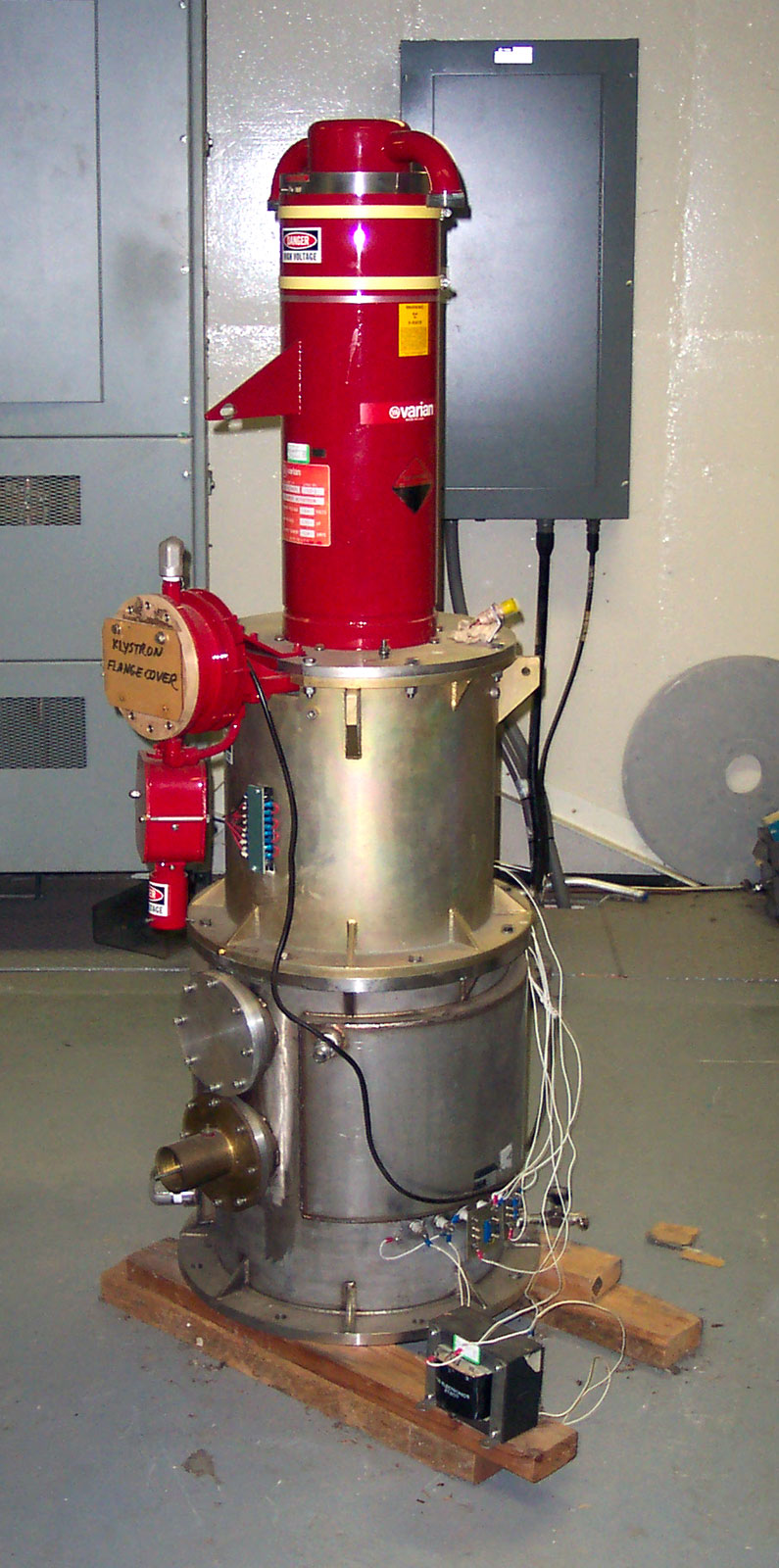
Klystron de 400 kW utilisé pour la communication des engins spatiaux au complexe de communications spatiales profondes de Canberra. Il s'agit d'une pièce de rechange en stock.

Le klystron est un tube à vide qui permet de réaliser des amplifications de moyenne et forte puissance à bande étroite en hyperfréquences.

## Histoire
Leur invention est généralement attribuée aux frères Russel et Sigurd Varian, en 1937 à l'université Stanford,,.
En 1939, une forme plus maniable de klystron de faible puissance est développée en Angleterre par Robert Sutton et est appelée le « klystron reflex » (ou tube de Sutton). 
La puissance des klystrons peut atteindre plus de 1 000 kW.
Il fut développé également le supervapotron : tube d'émission refroidi par vaporisation d'eau, ainsi que l'hypervapotron : refroidissement par un fort débit d'eau restant à l'état liquide pour un meilleur rendement.

## Principe de fonctionnement

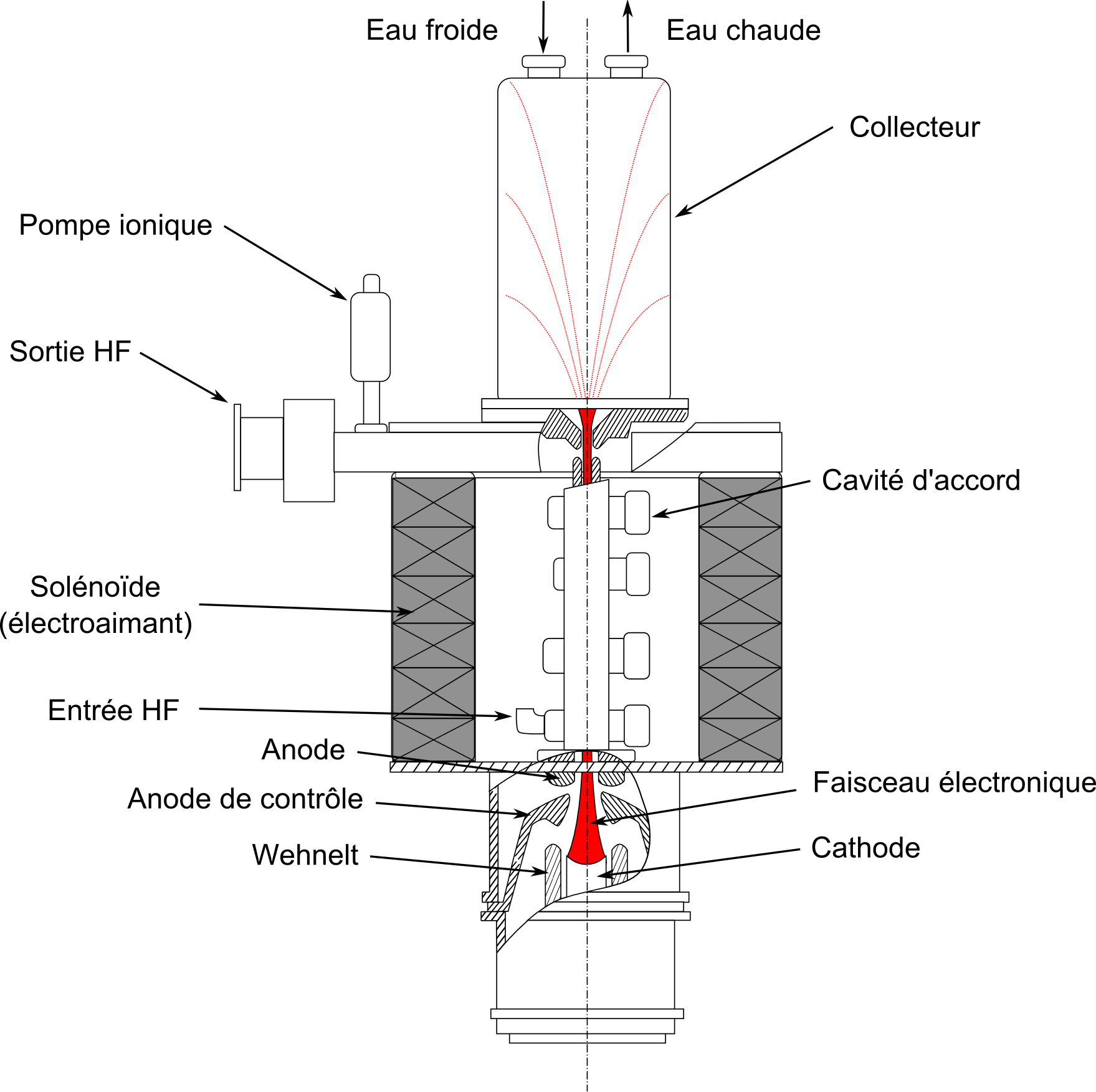
Coupe schématique d'un klystron

Les klystrons sont utilisés comme un oscillateur ou plus souvent comme un amplificateur de micro-ondes. Le signal HF en entrée d'un klystron est amplifié de manière cohérente grâce à un faisceau d'électrons produit par un filament chauffé.
Le faisceau d'électrons, émis par la cathode chauffée (émission thermoïonique), est focalisé par des électrodes où règne un champ magnétique intense. Il est ensuite accéléré par une tension d'accélération appliquée sur l'anode. L'anode de contrôle permet de moduler le faisceau en intensité et détermine donc le courant du faisceau. Le faisceau traverse une première cavité résonnante. Cette cavité est reliée à la source à amplifier et est excitée par celle-ci. Cette excitation engendre un champ électrique variable dans la cavité, dirigé parallèlement à la direction des électrons. Selon le moment où les électrons traversent la cavité, certains sont accélérés et d'autres sont ralentis. La vitesse des électrons est alors modulée en traversant la cavité.
Cette modulation de vitesse se transforme en une modulation de densité, c'est-à-dire en une modulation de courant.
Le faisceau traverse ensuite d'autres cavités résonnantes. Celles-ci sont excitées par les variations de courant du faisceau. Lors du passage du faisceau dans ces cavités, le phénomène de modulation de la vitesse du faisceau est amplifié selon le même fonctionnement que dans la première cavité. Ce mécanisme se poursuit jusqu'à la cavité de sortie. Tout au long du parcours, le faisceau est focalisé grâce à des bobines de focalisation (électroaimant).
Dans la dernière cavité, les électrons cèdent partiellement leur énergie cinétique sous forme de rayonnement électromagnétique, qui est cette fois-ci récupérée grâce à un circuit d'accord relié à la cavité,.

## Utilisation
Les klystrons sont utilisés en particulier dans les radars, les accélérateurs pour radiothérapie ou stérilisation, les stations d'émission télévisuelle UHF, les stations de diffusion satellitaires, le chauffage par micro-ondes ou la physique des hautes énergies (accélérateurs de particules linéaires, synchrotrons, ...).